# فريدي كادينا
فريدي كادينا هو معلم موسيقى إكوادوري، ولد في 1963 في مقاطعة كارتشي في الإكوادور.